# 二十八都市万国絵図
二十八都市万国絵図（にじゅうはちとしばんこくえず）は、宮内庁三の丸尚蔵館所蔵の初期洋風画。単に万国絵図屏風とも表記される。

## 概要
紙本著色、八曲一双屏風。縦178.6cm、横486.3cmと通常の屏風絵に比べてやや大きい。17世紀初期、イエズス会宣教師の布教活動や南蛮貿易で渡来したP・カエリウスの世界地図（1609年版）を元に日本で制作されたと推定される。近年の修復で、通常の屏風絵では用いられないが、初期洋風画ではしばしば使われる竹紙が用いられていること、更に絵の具は日本画でも用いられる顔料であるが、膠着剤として膠と油を混ぜてエマルションとして使用していることが判明した。
本作品は明治維新の時、駿府の徳川家から皇室に献上されたと伝えられる。また、明治天皇が好み、傍に置いたとも言われる。
右隻
上部に左からローマ皇帝、オスマン帝国のスルタン、イスパニア国王、フランス国王、モスクワ大公、タタル大汗、アビシニア王、ペルシャのシャーの8種の王侯騎馬図、その下にはポルトガルの都市やローマなどの28都市を描く。近年の修復で、現状と異なる下絵4図が発見された。これは「古代ローマ皇帝図集」の四皇帝図（右からオトー帝、カリグラ帝、ウィテリウス帝、ウェスパシアヌス帝）を下図としたものと考えられる。
左隻
中央六曲に世界地図、左右に42ヶ国の人物図が描かれる。

## 関連作品
- 泰西王侯騎馬図
- 四都図世界図

## 関連人物
- 青山昌文
- 坂井素思